# Archaeoses magicosema
Archaeoses magicosema is een vlinder uit de familie van de Houtboorders (Cossidae). De wetenschappelijke naam van de soort is voor het eerst gepubliceerd in 1936 door Edward Meyrick.
De soort komt voor in Australië (New South Wales en Victoria).